# إميلي جويس
إميلي جويس (بالإنجليزية: Emily Joyce)‏ هي ممثلة بريطانية، ولدت في 12 أبريل 1969 في المملكة المتحدة.

## أعمال

### أفلام
- (1997) جين اير

## وصلات خارجية
- إميلي جويس على موقع IMDb (الإنجليزية)
- إميلي جويس على موقع ألو سيني (الفرنسية)
- إميلي جويس على موقع أول موفي (الإنجليزية)
- إميلي جويس على موقع قاعدة بيانات الفيلم (الإنجليزية)
- إميلي جويس على موقع كينوبويسك (الروسية)